# Karl Fiehler
Karl Fiehler (né le 31 août 1895 à Brunswick et décédé le 8 décembre 1969 à Dießen am Ammersee) est un homme politique allemand membre du NSDAP et bourgmestre de Munich de 1933 à 1945.

## Biographie

### Jeunesse
Karl Fiehler est le fils du prêtre baptiste Heinrich Fiehler. Sa famille déménage à Munich en 1902. Il y fréquente la Realschule, puis suit un apprentissage commercial et travaille à partir de 1914 dans le Schleswig-Holstein en tant qu'assistant commercial. À partir de mai 1915, il prend part à la Première Guerre mondiale jusqu'à ce qu'il soit blessé à une jambe en 1918.  Il est décoré de la croix de fer de seconde classe. Le 19 mai 1919, il rentre dans l'administration de la ville de Munich, d'abord en tant qu'assistant au service des bons alimentaires. En février 1922, il devient fonctionnaire après avoir réussi les examens d'État. Il les avait déjà passés en juillet 1921 sans succès.

### Membre du parti nazi
Dès 1920, il entre au NSDAP ; il a le numéro de membre 37. Le 6 novembre 1923 il fait partie des troupes d'assaut d'Hitler (Stoßtrupp Hitler) qui doivent protéger le futur Führer des attaques des communistes. Le 8 et 9 novembre suivant, il participe au putsch de 1923 qui se solde par un échec. Les Stoßtrupp Hitler sont interdites, mais dès 1925 ressuscitent sous la forme de la Schutzstaffel (SS). Fiehler est de son côté condamné le 28 avril 1924 par le tribunal de Munich à 15 mois de réclusion dans la prison de Landsberg am Lech et à une amende de 30 Goldmark pour son implication dans le putsch.
De 1924 à 1933, il est membre du conseil municipal bénévole munichois. En 1929, il publie aux éditions Eher-Verlag, les éditions du parti nazi, les principes de base de la politique communale nazie dans un livre de 80 pages : Nationalsozialistische Gemeindepolitik. Il écrit sur ce thème d'autres publications dans les années 1930.
Fiehler est un membre du parti de la première heure. Il a donc de fait le droit d'être appelé non seulement « ancien combattant », c'est-à-dire membre avant le 30 janvier 1933, mais également « vieille garde », c'est-à-dire membre ayant un numéro inférieur à 100 000.
Il connaît une ascension fulgurante dans le parti. De 1927 à 1930, il est chef du groupe local du parti à Munich, et de 1935 jusqu'à la chute du troisième Reich en 1945 il est Reichsleiter, tout d'abord en tant que directeur des publications, puis en tant que responsable de la politique municipale du parti. Il fait ainsi partie du plus haut cercle de direction du NSDAP et des 20 plus proches collaborateurs d'Adolf Hitler dans le parti. Dans la SS également, il porte le numéro 91724. La carrière de Fiehler décolle rapidement : le 31 juillet 1933 il devient Standartenführer, puis le 24 décembre 1933 Oberführer et enfin le 27 janvier 1934 SS-Gruppenführer de l'Overabschnitt Süd. Le 30 janvier 1942 il obtient le grade de SS-Obergruppenführer et est assigné aux Reichsführer-SS d'Heinrich Himmler jusqu'au 9 novembre 1944.
De 1933 à 1945, il est également membre du Reichstag allemand, qui n'a plus de véritable rôle à l'époque.

### Bourgmestre
Le 9 mars 1933, les SA occupent l'hôtel de ville de Munich et y déroulent une bannière représentant une croix gammée. Le bourgmestre de l'époque Karl Scharnagl (en), membre du Bayerische Volkspartei, s'accroche à son poste durant 11 jours, avant de devoir « céder devant la violence ». Le même jour, le ministre de l'Intérieur bavarois et Gauleiter de Haute-Bavière Adolf Wagner nomme provisoirement Karl Fiehler au poste de bourgmestre. Le 20 mai 1933, il est nommé officiellement bourgmestre de Munich.
À la suite de la prise de pouvoir des Nazis, comme dans toute l'Allemagne, les organisations et partis en opposition avec le NSDAP sont interdits (politique dite de Gleichschaltung (mise au pas)). L'autodafé sur la Königsplatz du 10 mai 1933, la poursuite des écrivains, scientifiques et artistes non « nationaux », conduit à un exode de l'élite intellectuelle munichoise.  Thomas Mann ne revient ainsi pas d'un voyage à l'étranger. Le 22 mars 1933, le président provisoire de la police munichoise Heinrich Himmler ouvre le camp de concentration de Dachau.
En 1933, les associations centrales communales se voient contraintes de fonder l'association unitaire Deutscher Gemeindetag (de), dont le président n'est autre que Fiehler. Ses locaux se trouvent Alsenstraße dans le quartier de Berlin-Tiergarten. Le 2 août 1935, Fiehler s'entretient avec le chancelier et ils décident d'attribuer à Munich le titre de Hauptstadt der Bewegung soit « capitale du mouvement », rappelant par là que le NSDAP a fait ses débuts dans la métropole bavaroise.
Dans les années 1930, Paul Troost, le prédécesseur d'Albert Speer au poste d'architecte d'Adolf Hitler, prépare de nombreux plans de monuments pour la ville dans le style de l'architecture nazie. Un réaménagement profond de la ville est prévu. Karl Fiehler publie dans ce sens en 1937 un catalogue de photos intitulé : München baut auf. Ein Tatsachen- und Bildbericht über den nationalsozialistischen Aufbau in der Hauptstadt der Bewegung, soit Munich construit. Un compte-rendu factuel et imagé des constructions nationales-socialistes dans la capitale du mouvement. La ville fusionne avec les communes alentour, notamment Pasing à l'ouest, voyant son nombre d'habitants augmenter de 746 000 en 1936 à 889 000 en 1943. D'autres projets ne sont toutefois pas réalisés, par exemple le déménagement de la gare centrale vers Laim.

### Traque des juifs à Munich
La ville de Munich dirigée par Fiehler est en première ligne dans la politique de persécution des juifs. Le premier boycott antisémite est ainsi organisé par Fiehler au début de l'année 1933 et rencontre un grand succès. Ce boycott commence sous ses ordres le 30 mars, alors que la date de mise en application officielle n'est que le 1er avril. Les SA et SS avaient déjà commencé à agir au début de l'année en terrorisant les commerçants et en mettant 280 d'entre eux en Schutzhaft, littéralement détention de protection, ce qu'il faut comprendre comme envoi dans les camps de concentration. Fiehler interdit, toujours en 1933 et sans aucune base légale, que les commandes de la ville soit passées auprès de sociétés non allemandes.
Les SA taguent les vitrines des magasins juifs avec des « Juif » ou « en vacance à Dachau ».
D'autres vitrines sont brisées, les clients intimidés, insultés, enregistrés et parfois même photographiés par les miliciens. Munich est encore une fois précurseur dans la démolition de lieux de culte judaïques. Le ministre de la propagande Joseph Goebbels fait détruire la grande synagogue en juin 1938, afin de tester la réaction de l'opinion publique « aryenne ». L'indifférence générale n'incite pas les nazis à la modération.
Le 9 novembre 1938, les pontes du parti se réunissent à un banquet dans la grande salle de l'hôtel de ville de Munich sur invitation du bourgmestre. Le discours antisémite prononcé par Joseph Goebbels est compris comme un signal pour le déclenchement d'une chasse aux juifs pour les membres des SA et du parti présent. Lors de la nuit qui suit de nombreuses personnes sont assassinées, torturées ou blessées. C'est la Nuit de Cristal. Les bâtiments juifs, tel que les synagogues et les magasins, sont saccagés et pillés. L'administration de la ville responsable des enterrements se comporte alors également de manière antisémite en interdisant à certains chrétiens d'origine juive décédés d'être incinérés au crématorium. Ces mêmes juifs-chrétiens se voient interdire le droit d'être enterrés auprès des leurs dans les cimetières munichois, même lorsque la tombe familiale s'y trouvait depuis plusieurs générations. L'administration renvoie administrativement ces juifs-chrétiens devant les instances du culte israélite. Lors d'enterrement dans les cimetières judéo-orthodoxes, le port du talar est interdit. Johannes Zwanzger, qui devient en décembre 1938 le meneur du Münchner Hilfsstelle für nicht-arische Christen, l'assistance munichoise pour les chrétiens non aryens, envoie une réclamation à Fiehler pour l'Église évangélique et luthérienne locale, sans succès.
Le nom de Fiehler est également lié à une histoire quelque peu rocambolesque : le 20 février 1940 le très populaire humoriste munichois Karl Valentin se plaint dans une lettre au bourgmestre de la perte de ses accessoires de scène. La plainte du comique tourne court quand le lieu d'entrepôt de ses objets de scène appelé Ritterspelunke, situé au 33 Färbergraben est transformé en juin 1940 en abri anti-aérien.[non pertinent]
La privation de droit des juifs est suivie lors de la Seconde Guerre mondiale par leur extermination. Le 20 novembre 1941 a lieu la première déportation de 1 000 juifs depuis Munich vers Riga. Afin de les tromper, on leur fait croire à une évacuation. Le train est finalement dérouté vers le ghetto de Kauen dans la ville  lituanienne de Kaunas, le ghetto de Riga étant surpeuplé à ce moment-là. Dans le fort IX de Kaunas, les déportés sont fusillés peu après leur arrivée, le 25 novembre 1941 pour être exact, par l'Einsatzgruppe A commandé par le SS-Brigadeführer Walter Stahlecker.
Par la suite, 42 autres convois partent à intervalles variés de Munich et ce jusqu'en février 1945 vers Kaunas, Piaski (près de Lublin) et Auschwitz ainsi que vers le ghetto des « personnes âgées et des célébrités » de Theresienstadt.

### Après la guerre
Le 30 avril 1945, les soldats américains entrent dans Munich sans combattre. La reddition de l'hôtel de ville  marque la fin du nazisme dans la ville. Fiehler a alors quitté la ville bien avant sa chute. Le 4 mai, quatre jours avant la fin officielle de la guerre, les Américains nomment Karl Scharnagl bourgmestre de Munich ; celui-ci retrouve donc son poste 12 ans après.
Après l'holocauste, il n'y a quasiment plus de population juive dans la ville. Sur les 12 000 juifs y habitant avant l'arrivée au pouvoir des nazis, 7 500 ont fui à temps. Presque 3 000 d'entre eux furent déportés en camps de concentration, la moitié vers Theresienstadt. Au total, seuls 430 survivants reviennent s'installer dans la ville.
Pour la ville, le bilan en mai 1945 est le suivant : 22 346 habitants sont tombés au combat, 6 632 ont été tués par les bombardements, environ 15 000 ont été blessés et on dénombre environ 300 000 sans-abris. Les fuites, les évacuations et les décès font passer le nombre d'habitants de 824 000 en 1939 à 479 000 en 1945. La vieille ville est détruite à 90 %, la ville dans son ensemble à environ 50 %.
Le 14 janvier 1949, Fiehler comparaît devant la cour d'assise de Munich où il est reconnu comme étant un « activiste ». Il est condamné à 2 ans de camps de travail, à rendre un cinquième de ses biens, perd son droit de vote et est déclaré inéligible. De plus, il a une interdiction de travailler de 12 ans.
Comme circonstances atténuantes, on reconnaît que Fiehler a empêché le dynamitage du pont sur l'Isar par la Wehrmacht. Fiehler ne va pas en prison, ayant déjà passé trois ans et demi en attente de comparution.
En 1962, le tribunal administratif oblige la ville de Munich à verser sa pension de « secrétaire municipal supérieur » à Fiehler, poste qu'il occupait avant de devenir bourgmestre de la ville. Fiehler fait appel de la décision pour réclamer la retraite correspondant au bourgmestre de la ville. En 1963, l'appel est rejeté par la cour administrative de Bavière. En 1965, la cour administrative fédérale confirme ce jugement.
Il vit ensuite jusqu'à sa mort en 1969 retiré à Dießen am Ammersee où il travaille en tant que comptable.

## Décorations
- Croix de fer de 2e classe, 1914
- insigne des blessés noir, 1918
- Croix du mérite de guerre de 2e et 1re classe, 1939
- Symbole d'or du Parti nazi
- Ordre du sang
- Médaille de l'Anschluss
- Médaille des Sudètes
- décoration du NSDAP de bronze, d'argent et d'or
- Bague d'honneur des SS
- Dague d'honneur des SS